# Joe Gomez
Joseph David Gomez (23 de maig de 1997) és un futbolista professional anglès que juga com a defensa central o de lateral pel Liverpool FC i per l'equip nacional anglès.

## Palmarès
Liverpool FC
- 1 Campionat del Món de Clubs: 2019
- 1 Lliga de Campions de la UEFA: 2018-19
- 1 Supercopa d'Europa: 2019
- 2 Premier League: 2019-20, 2024-25
- 1 Copa anglesa: 2021-22
- 2 Copes de la lliga anglesa: 2021-22, 2023-24
- 1 Community Shield: 2022

Selecció anglesa
- 1 Campionat d'Europa sub-17: 2014